# KSCI
KSCI é uma emissora de televisão estadunidense licenciada em Long Beach, na Califórnia, porém sediada em Los Angeles. Opera no canal 18 UHF digital, e é uma emissora própria da Regional News Network (RNN). Pertence a WRNN-TV Associates. Seus estúdios estão localizados na South Bundy Drive, em West Los Angeles, e seu transmissor está localizado no topo do Monte Wilson.

## História
A KSCI entrou no ar em 30 de junho de 1977, operando em estúdios em West Los Angeles, com licença em San Bernardino. Tornou-se uma organização sem fins lucrativos de propriedade do Movimento da Meditação Transcendental, e as letras do prefixo significavam originalmente "Science of Creative Intelligence" (Ciência da Inteligência Criativa), filosofia de Maharishi Mahesh Yogi. A emissora transmitia telejornais, palestras pré-gravadas e programas de variedades com celebridades da MT. No início, emissoras irmãs foram planejadas para San Francisco e Washington, D.C..
Em 1980, a KSCI passou a ser uma emissora com fins lucrativos e ganhou $ 1 milhão em receitas de $ 8 milhões em 1985. Em junho de 1986, a programação da emissora passou a ter conteúdos em 14 idiomas diferentes. Em outubro de 1986, a emissora foi comprada por seu gerente geral, Thomas Headely, e o investidor Ray L. Beindorf por $ 40,5 milhões.
Em 1990, a emissora foi vendida para a Intercontinental Television Group Inc.. Em 1998, a KSCI transferiu sua licença da cidade de San Bernardino para Long Beach. Em 2000, um jornal coreano, The Hankook Ilbo, assumiu a International Media Group, empresa irmã da Intercontinental Television, que operava a KSCI. A empresa foi relançada como AsianMedia Group, Inc., e comprou a emissora.
Em 2005, a emissora transmitia sete telejornais em inglês e três em espanhol, além de telejornais locais em vietnamita, mandarim e coreano. No início de 2005, a KSCI passou a utilizar a nomenclatura "LA-18".
Em outubro de 2008, a KSCI transmitiu o debate presidencial com tradução para mandarim e exibiu análises políticas realizadas por sua equipe de jornalismo. A transmissão foi uma das várias que cobriram eventos eleitorais nos idiomas coreano, mandarim, cantonês, vietnamita e tagalo.
Em 9 de janeiro de 2012, a KSCI, Inc. entrou com uma petição voluntária de reorganização nos termos do código Chapter 11 de proteção contra falências ao Tribunal de Falências dos EUA para o Distrito de Delaware. Em 11 de agosto de 2012, a KSCI foi comprada pela NRJ TV LLC, uma empresa que adquiriu emissoras de televisão menores em várias cidades dos EUA pela possibilidade de colocar seu espectro em leilão assim que a Federal Communications Commission lançasse um leilão voluntário de espectro em 2014.
Em 22 de junho de 2017, a KSCI anunciou que cancelaria toda a sua programação em chinês, filipino, espanhol e armênio e a substituiria por infomerciais em inglês a partir de 1º de julho. Os subcanais da emissora continuaram a transmitir programas em chinês e armênio, mas como resultado dos cortes de programação da emissora, a KSCI também anunciou que reduziria sua programação coreana de 20h para 23h e cortaria sua lista de subcanais de 12 para 5 no ano seguinte.
Em 12 de setembro de 2017, a empresa controladora da KSCI, NRJ TV LLC, anunciou que venderia sua repetidora em Poway, a KUAN-LD, para o grupo NBC Owned Television Stations (proprietária da KNBC, KVEA e KNSD, de San Diego), por $ 650.000.
Em 9 de dezembro de 2019, foi anunciado que a WRNN-TV Associates, proprietária da WRNN-TV, com sede em Nova York, fechou um acordo para a compra de sete emissoras de TV de alta potência (incluindo a KSCI) e uma emissora de Classe A da NRJ. A venda foi aprovada pela FCC em 23 de janeiro, e concluída em 4 de fevereiro de 2020.
De 1º de fevereiro a 4 de fevereiro de 2020, a WRNN-TV Associates operou a KSCI sob um acordo de gerenciamento local enquanto esperava a consumação total de sua compra. A KSCI começou a transmitir a programação da Regional News Network (RNN), gerada pela WRNN-TV, em seu canal principal.

## Sinal digital
| PSIP | Canal digital | Resolução de vídeo | Programação                         |
| ---- | ------------- | ------------------ | ----------------------------------- |
| 18.1 | 18 UHF        | 720p               | Programação principal da KSCI / RNN |
| 18.2 | 18 UHF        | 480i               | SBS Star                            |
| 18.3 | 18 UHF        | 480i               | MBC America                         |
| 18.4 | 18 UHF        | 480i               | News Y                              |
| 18.8 | 18 UHF        | 480i               | CTS                                 |

A emissora começou a transmitir em sinal digital a partir de 3 de dezembro de 2002.

### Transição para o sinal digital
Com base no decreto federal de transição das emissoras de TV estadunidenses do sinal analógico para o digital, a KSCI desligou seu sinal analógico, no canal 18 UHF, em 12 de junho de 2009. Logo após a transição, a emissora deixou de operar no canal 61 UHF digital, que estava entre os canais UHF de banda alta (de 52 a 69) removidos do uso para transmissão, e passou a operar no canal 18 UHF digital.

## Programas
Atualmente, a emissora não produz programas locais, exibindo integralmente a programação da RNN e infomerciais.
Diversos programas compuseram a grade da emissora, e foram descontinuados:
- Halo Halo
- International News
- JATV News
- Kababayan Today
- Korean American Connection 완소LA
- LA18 Evening News
- LA18 Golf
- LA18 Prime News
- LA Living
- Late Edition News
- Living Intelligence
- Mandarin Evening News
- Midday Buzz
- The LA18 Global Report
- Tsou LA
- Weekend Edition